# Beauvoir (Seine-et-Marne)
Beauvoir is een gemeente in het Franse departement Seine-et-Marne (regio Île-de-France) en telt 199 inwoners (2005). De plaats maakt deel uit van het arrondissement Melun.

## Geografie
De oppervlakte van Beauvoir bedraagt 4,0 km², de bevolkingsdichtheid is 49,8 inwoners per km².
De onderstaande kaart toont de ligging van Beauvoir (Seine-et-Marne) met de belangrijkste infrastructuur en aangrenzende gemeenten.

## Demografie
Onderstaande figuur toont het verloop van het inwonertal (bron: INSEE-tellingen).